# Корнат
Корнат (хорв. Kornat) — остров в хорватской части Адриатического моря, в центральной Далмации.

## География

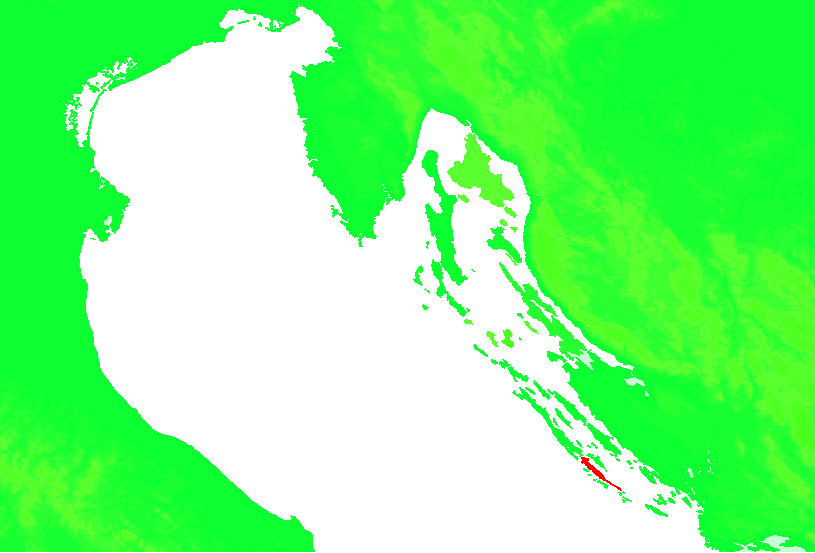
Карта острова Корнат

Площадь острова — 32,44 км², длина береговой линии — 68,79 км. Это самый крупный остров архипелага Корнаты и 16-й по площади среди всех островов Хорватии. Остров вытянут с северо-запада на юго-восток, его длина 25,2 км, ширина — 2,5 км.
Остров входит в национальный парк Корнаты, состоящий из 89 островов.

## Население
Согласно переписи 2001 года на Корнате проживало 7 человек, однако постоянное население отсутствует. По переписи 2011 года на острове было зафиксировано 19 жителей.

## Пожар на острове
В недавнем прошлом остров получил печальную известность из-за корнатской трагедии (хорв. Kornatska tragedija), когда группа пожарных, заброшенная на остров во время пожаров 2007 года, оказалась в огненном кольце и двенадцать из тринадцати пожарных погибли (шестеро — на месте, семеро — в больнице). Это была самая большая потеря личного состава за всю историю пожарной охраны в Хорватии.